# Anna (2019)
Anna (Originalschreibweise: ᴀɴᴎᴀ) ist ein Spielfilm des französischen Regisseurs Luc Besson, der auch als Drehbuchautor und Produzent des Films fungierte. In tragenden Rollen sind Sasha Luss, Helen Mirren, Luke Evans und Cillian Murphy zu sehen. International kam der Film im Juni 2019 und am 18. Juli in Deutschland in die Kinos. Die Ausstrahlung im ZDF erfolgte unter dem Titel Anna – Die Agentin.

## Handlung
Die Eröffnungsszene zeigt Moskau im Jahre 1985 und eine Jagd auf amerikanische Agenten.
Zwei Jahre später lebt Anna bei einem Fremden, wird drogensüchtig und Opfer sexueller Gewalt. Widerstrebend nimmt sie daraufhin ein Angebot des KGB-Offiziers Alex an. Nach einem Jahr Ausbildung soll sie vier Jahre lang als KGB-Agentin unter der Leitung von Olga arbeiten, danach kann sie aussteigen und ihr Leben nach Belieben weiterführen.
Sie wird vom KGB beauftragt, als Undercover-Agentin in Paris zu arbeiten, und wird von einer französischen Agentur als Model engagiert. Neben ihrem Model-Job erledigt sie gleichzeitig Dutzende Missionen und Attentate für den KGB. Als sie bei einem Eliminierungsversuch von der CIA enttarnt wird, erklärt sie sich bereit, für diese als Doppelagentin zu arbeiten, mit dem Agenten Miller als ihrer Bezugsperson. Als Gegenleistung verspricht dieser ihr nach einem Jahr Arbeit für die CIA ein sorgenfreies Leben auf Hawaii.
Miller beauftragt Anna mit der Ermordung des KGB-Chefs Vassiliev und verspricht ihr dafür den sofortigen Ruhestand. Die CIA hofft, dass sein Ableben zu reibungsloseren Beziehungen zum KGB führen wird. Anna tötet Vassiliev und kämpft sich aus dem KGB-Gebäude heraus. Später arrangiert sie ein gleichzeitiges Treffen mit Alex und Miller und tauscht für eine sechsmonatige Schonfrist Informationen aus, die sie von beiden Diensten gestohlen hat. Als sie geht, wird sie von ihrer KGB-Offizierin Olga verfolgt und wegen ihres Verrats scheinbar erschossen. Sie nutzt jedoch ein Körperdouble, um ihren Tod vorzutäuschen und zu fliehen.
Drei Monate zuvor: Olga gesteht Anna, dass sie von deren Verbindung zu der CIA und der geplanten Ermordung von Vassiliev gewusst hat. Beide Frauen haben sich verschworen, dem Plan der CIA zu folgen, damit Olga in die Fußstapfen von Vassiliev treten kann, und haben später Annas Erschießung vorgetäuscht, um beide Dienste zu täuschen und Anna das Untertauchen zu ermöglichen.

## Produktion
Am 9. Oktober 2017 wurde berichtet, dass Luc Bessons nächster Film Anna heißen wird, mit der Newcomerin Sasha Luss in der Titelrolle, die bereits in Valerian – Die Stadt der tausend Planeten eine Nebenrolle hatte (als Prinzessin Lïhio-Minaa). Als weitere Darsteller wurden Helen Mirren, Luke Evans und Cillian Murphy genannt. Produziert wird der Film von Luc Bessons Produktionsfirma EuropaCorp, während Lionsgate den Vertrieb übernehmen wird.
Die Dreharbeiten zu dem Film begannen Anfang November 2017.
Die Filmmusik komponierte Éric Serra. Der Soundtrack zum Film, der insgesamt 28 Musikstücke umfasst, sollte am 10. Juli 2019 von EuropaCorp als Download und zu einem späteren Zeitpunkt auch auf CD veröffentlicht werden.
Der Film kam am 18. Juli 2019 in die deutschen Kinos.

## Besetzung und Synchronisation
Die deutschsprachige Synchronisation des Films entstand bei der Christa Kistner Synchronproduktion in Berlin. Verfasser des Dialogbuchs war Klaus Bickert, Dialogregie führte Susanna Bonaséwicz.
| Rolle                                                       | Darsteller          | Synchronsprecher         |
| ----------------------------------------------------------- | ------------------- | ------------------------ |
| Anna Poliatova                                              | Sasha Luss          | Rubina Nath              |
| Olga, hohe KGB-Offizierin                                   | Helen Mirren        | Kerstin Sanders-Dornseif |
| Alex Tchenkov, KGB-Offizier                                 | Luke Evans          | Torben Liebrecht         |
| Leonard Miller, gen. Lenny, CIA-Agent                       | Cillian Murphy      | Norman Matt              |
| Maude, Freundin von Anna                                    | Lera Abova          | Nicole Hannak            |
| Vassiliev, KGB-Chef                                         | Éric Godon          | Roland Hemmo             |
| Oleg Vilenkov, Annas erstes Opfer in Paris                  | Andrew Howard       | Michael Deffert          |
| John, Chef der Modelagentur                                 | Adrian Can          | Er selbst                |
| Dorothée, Annas Bookerin                                    | Alison Wheeler      | Lena Schmidtke           |
| Samy, Modelscout                                            | Jean-Baptiste Puech | Fabian Oscar Wien        |
| Mario, Modefotograf in Paris                                | Laurent Ferraro     | Olaf Reichmann           |
| Nato, Modefotograf in Mailand                               | Éric Lampaert       | N. N.                    |
| Piotr, gen. Petja, Annas Moskauer Freund vor ihrem Neustart | Alexander Petrow    | OmU                      |
| Vlad, Piotrs Gaunerkumpane                                  | Nikita Pawlenko     | OmU                      |
| Jimmy, Piotrs Gaunerkumpane                                 | Alexei Maslodudow   | OmU                      |
| Nika, Piotrs Gaunerkumpanin                                 | Anna Krippa         | OmU                      |

## Rezeption

### Kritiken
„Das russische Model Sasha Luss, das 2011 von Karl Lagerfeld entdeckt wurde, wirkt wie ein Abziehbild der coolen schießwütigen Heldinnen früherer Luc-Besson-Filme. Doch im Gegensatz zu Natalie Portman oder Scarlett Johansson lässt sie den Zuschauer ziemlich kalt, eine puppenhafte Killermaschine, die auch den schnellen Sex in der engen Toilette ohne Gefühlsregung absolviert. Helen Mirren dagegen spielt die kettenrauchende KGB-Chefin mit dicker Brille nahe an der Parodie, aber immerhin recht amüsant.“

„Die kompliziert erzählte, aber im Grunde recht überraschungslose Agentenstory führt das Publikum mit vielen doppelten Böden und einer zerstückelten Zeitstruktur an der Nase herum. Die Parallelführung von Model und Mörderin bleibt dabei bloße Attitüde und ist weder erzählerisch noch in einem übertragenen Sinne erkenntnisträchtig.“

Gelobt wurde der Streifen für seine unkonventionelle, nonlineare Erzählweise und die rasanten Actionsequenzen – ganz im Stil von Luc Besson. Noel Murray von Los Angeles Times zeigt sich begeistert vom „zahlreichen Hin- und Hershifting“. Insbesondere hat es ihm die Restaurant-Szene angetan, in welcher Anna einen Berg Leichen hinter sich lässt. Roger Moore von Movie Nation kritisiert den Film als billigen Abklatsch von Nikita.

### Einspielergebnis
Der Film konnte weltweit rund 30,9 Millionen US-Dollar einspielen, davon allein 7,7 Millionen US-Dollar im nordamerikanischen Raum.